# Stergos Marinos
Stergos Marinos (ur. 17 września 1987 w Kos) – grecki piłkarz grający na pozycji obrońcy.

## Kariera klubowa
Karierę piłkarską Stergos Marinos rozpoczął w klubie Atromitos Ateny. W seniorskiej drużynie zadebiutował w sezonie 2005-06. W styczniu 2010 piłkarz przeniósł się do innego stołecznego klubu, Panathinaikosu. W latach 2013–2020 grał w Royal Charleroi.

## Kariera reprezentacyjna
W reprezentacji Grecji Marinos zadebiutował w 2010 roku. Był to jego jedyny występ w kadrze.